# جنون کتاب

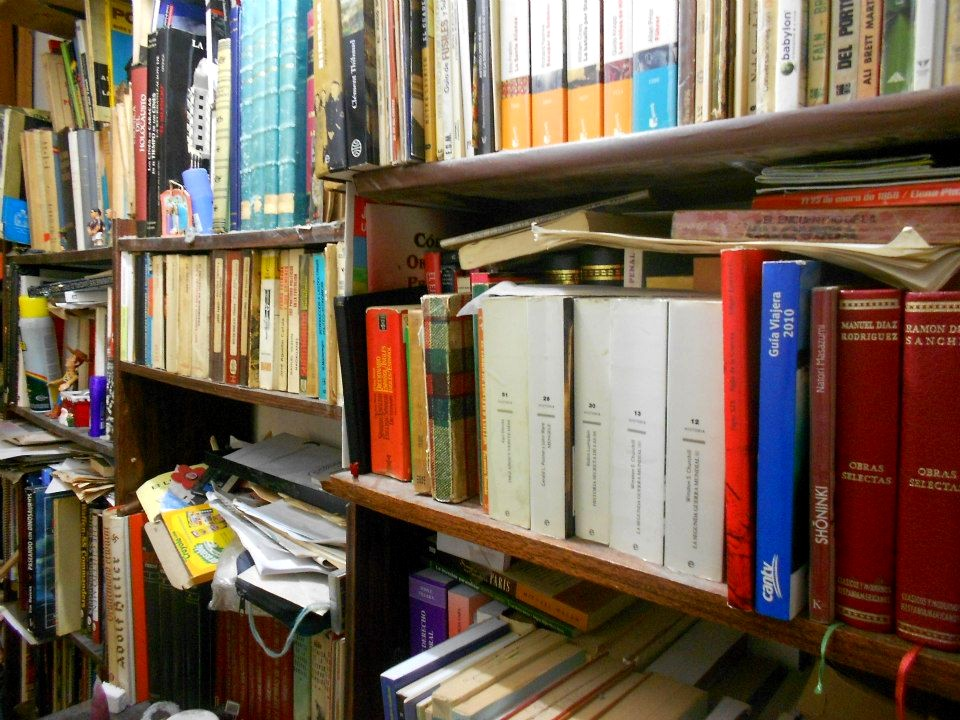
قفسه‌های با انبوه کتاب‌های درهم و نامرتب می‌تواند یکی از نشانه‌های ابتلا به جنون کتاب باشد.

جنون کتاب (به انگلیسی: Bibliomania)، می‌تواند نشانه‌ای از اختلال وسواس فکری عملی باشد که با گردآوری و انباشتن کتاب مشخص می‌شود و این علاقه به گردآوری کتاب می‌تواند تا جایی پیش برود که فرد را از روابط اجتماعی بازدارد و به سلامت او آسیب برساند.
جنون کتاب را نباید با کتاب‌دوستی اشتباه گرفت که علاقه طبیعی و عادی به کتاب است و به عنوان یک اختلال روانی کلینیکی در نظر گرفته نمی‌شود. از دیگر رفتارهای غیرطبیعی مربوط به کتاب می‌توان به کتاب‌خوری (bibliophagy)، نیاز به کتاب‌دزدی (bibliokleptomania) و خاکسپاری کتاب (bibliotaphy) اشاره کرد.

## ویژگی‌ها
در میان رفتارهای غیرمعمول مربوط به کتاب، جنون کتاب حالتی است که فرد به گردآوری کتاب‌هایی می‌پردازد که برای گردآورنده هیچ سودی ندارند و او برای آنها هیچ ارزش ذاتی قائل نیست. خرید نسخه‌های متعدد از یک کتاب و خرید بیشتر از گنجایش منزل می‌توانند از نشانه‌های آن باشند. DSM-IV، جنون کتاب را یک اختلال روانی ندانسته است.
اصطلاح جنون کتاب (Bibliomania)، اولین بار به‌دست جان فریار (۱۷۶۱–۱۸۱۵)، پزشک درمانگاه سلطنتی منچستر در شعری به‌کار رفت که او برای دوستش ریچارد هبر (۱۷۷۳–۱۸۳۳) نوشت. در آغاز سده نوزدهم از این اصطلاح برای نامیدن افرادی به‌کار رفت که علاقه عجیبی در گردآوری کتاب دارند. در سال ۱۸۰۹ میلادی، توماس فراگنال دیبدین کتابی با عنوان جنون کتاب؛ یا دیوانگی برای کتاب را منتشر کرد؛ فیلیپ کانل، منتقد ادبی، این کتاب را «مجموعه‌ای از دیالوگ‌های عجیب بی‌هدف دانسته که تقلیدی مسخره از آسیب‌شناسی است و با تصویرهای زیاده از حد انباشته شده و در ویرایش دوم پُر از پانویس‌های متعدد دربارهٔ کتابشناسی و تاریخچه گردآوری کتاب است» دانسته است. نشانه‌های افراد مبتلا به جنون کتاب در نوشتهٔ دیبدین، «علاقهٔ شدید به کتاب‌های بریده نشده، کاغذ نرم، نسخه‌های منحصربه‌فرد، ویرایش‌های اول، کتاب‌های گوتیک، نسخه‌های تصویردار و کتاب‌های غیرقانونی» است.